# Teatro di Solunto
Il teatro di Solunto è un antico edificio teatrale sito in provincia di Palermo, nell'antica città di Solunto, e risalente alla colonizzazione greca dell'Italia insulare. 

## Storia
Venne con molta probabilità fondato attorno al IV secolo a.C.. 
Il teatro tornò alla luce inaspettatamente nel 1953, il 19 maggio: prima degli scavi archeologici, essendo stato interamente ricoperto dalla terra, appariva come un pendio che ben si confondeva nell'andamento collinare del paesaggio circostante. A maggior ragione, i primi scavi portarono alla luce resti di decorazioni a mosaico, il che fece pensare alla presenza di una casa più che di un edificio pubblico. Gli scavi furono interrotti per un lungo periodo a causa di mancanza di fondi: ripresero solo nel 1958. Durante questa seconda campagna, vennero disotterrati il teatro maggiore e un edificio minore, forse usato come odeon o come bouleuterion. 
Gli scavi sono stati promossi anche da Vincenzo Tusa. 

## Architettura
Il teatro è collocato nei pressi di una grande piazza, alla quale era collegato da una scalinata; presenta all'incirca 2500 posti a sedere. 
La cavea (di raggio complessivo 23,30 metri) è orientata a nord-est e la sua disposizione offre agli spettatori la visuale del mare: fu edificata su un pendio calcareo spianato artificialmente per la posa dei sedili. Si sviluppa su 23 gradinate (ciascuna delle quali alta 38 centimetri e ospitante nella parte anteriore un sedile, in quella posteriore lo spazio poggiapiedi) e 5 settori, divisi da 4 scalette, il cui gradino era alto la metà di un livello della gradinata. 
La cavea presenta due fasi di costruzione: la seconda, più alta di 25 centimetri, si sviluppa secondo la tradizionale forma circolare, mentre la prima appariva più ridotta e quasi semicircolare. 
Gli edifici costitutivi del teatro si trovano attualmente in cattive condizioni: probabilmente, esso venne abbandonato ancora durante l'epoca greca e smantellato di conseguenza per realizzare edifici civili.